# Skate America 2003
Navigation
Édition précédente Édition suivante
Le Skate America est une compétition internationale de patinage artistique qui se déroule aux États-Unis au cours de l'automne. Il accueille des patineurs amateurs de niveau senior dans quatre catégories: simple messieurs, simple dames, couple artistique et danse sur glace.
Le vingt-deuxième Skate America est organisé du 23 au 26 octobre 2003 au Sovereign Center de Reading en Pennsylvanie. Il est la première compétition du Grand Prix ISU senior de la saison 2003/2004.
Le nouveau système de jugement est mis en place pour la première fois lors des grands-prix de cette saison 2003/2004, à la suite du scandale des jeux olympiques d'hiver de 2002.

## Résultats

### Messieurs
| Rang | Nom                 | Pays                 | Points | Programme court | Programme court | Programme libre | Programme libre |
| ---- | ------------------- | -------------------- | ------ | --------------- | --------------- | --------------- | --------------- |
| 1    | Michael Weiss       | États-Unis           | 206.94 | 1               | 73.85           | 2               | 133.09          |
| 2    | Takeshi Honda       | Japon                | 199.27 | 4               | 62.65           | 1               | 136.62          |
| 3    | Zhang Min           | Chine                | 190.77 | 2               | 67.55           | 5               | 123.22          |
| 4    | Andrejs Vlascenko   | Allemagne            | 188.54 | 3               | 64.86           | 4               | 123.68          |
| 5    | Scott Smith         | États-Unis           | 182.92 | 7               | 57.41           | 3               | 125.51          |
| 6    | Vakhtang Murvanidze | Géorgie              | 173.29 | 6               | 57.60           | 6               | 115.69          |
| 7    | Trifun Živanović    | Serbie-et-Monténégro | 170.62 | 5               | 58.75           | 8               | 111.87          |
| 8    | Stanislav Timchenko | Russie               | 161.37 | 11              | 47.08           | 7               | 114.29          |
| 9    | Stefan Lindemann    | Allemagne            | 160.95 | 10              | 51.59           | 10              | 109.36          |
| 10   | Ivan Dinev          | Bulgarie             | 153.86 | 12              | 43.60           | 9               | 110.26          |
| 11   | Sergei Davydov      | Biélorussie          | 150.04 | 8               | 54.67           | 11              | 95.37           |
| 12   | Ryan Jahnke         | États-Unis           | 147.49 | 9               | 52.92           | 12              | 94.57           |

### Dames
| Rang | Nom                | Pays       | Points | Programme court | Programme court | Programme libre | Programme libre |
| ---- | ------------------ | ---------- | ------ | --------------- | --------------- | --------------- | --------------- |
| 1    | Sasha Cohen        | États-Unis | 197.35 | 1               | 66.46           | 1               | 130.89          |
| 2    | Jennifer Kirk      | États-Unis | 178.77 | 3               | 58.68           | 2               | 120.09          |
| 3    | Shizuka Arakawa    | Japon      | 172.39 | 2               | 59.02           | 3               | 113.37          |
| 4    | Amber Corwin       | États-Unis | 156.95 | 4               | 54.66           | 4               | 102.29          |
| 5    | Susanna Pöykiö     | Finlande   | 143.36 | 8               | 48.48           | 5               | 94.88           |
| 6    | Viktoria Volchkova | Russie     | 139.57 | 6               | 53.54           | 8               | 86.03           |
| 7    | Annie Bellemare    | Canada     | 138.79 | 9               | 48.08           | 6               | 90.71           |
| 8    | Yukari Nakano      | Japon      | 132.10 | 10              | 44.20           | 7               | 87.90           |
| 9    | Carolina Kostner   | Italie     | 127.29 | 7               | 49.22           | 10              | 78.07           |
| 10   | Galina Maniachenko | Ukraine    | 127.13 | 5               | 53.54           | 12              | 73.59           |
| 11   | Julia Lautowa      | Autriche   | 122.48 | 12              | 39.10           | 9               | 83.38           |
| 12   | Michelle Currie    | Canada     | 116.16 | 11              | 41.04           | 11              | 75.12           |

### Couples
| Rang | Nom                                      | Pays               | Points | Programme court | Programme court | Programme libre | Programme libre |
| ---- | ---------------------------------------- | ------------------ | ------ | --------------- | --------------- | --------------- | --------------- |
| 1    | Pang Qing / Tong Jian                    | Chine              | 185.04 | 1               | 67.08           | 2               | 117.96          |
| 2    | Maria Petrova / Aleksey Tikhonov         | Russie             | 184.92 | 2               | 64.94           | 1               | 119.98          |
| 3    | Zhang Dan / Zhang Hao                    | Chine              | 171.26 | 4               | 56.14           | 3               | 115.12          |
| 4    | Utako Wakamatsu / Jean-Sébastien Fecteau | Canada             | 163.88 | 3               | 56.88           | 5               | 107.00          |
| 5    | Tiffany Scott / Philip Dulebohn          | États-Unis         | 159.28 | 6               | 51.12           | 4               | 108.16          |
| 6    | Elizabeth Putnam / Sean Wirtz            | Canada             | 154.40 | 5               | 52.02           | 6               | 102.38          |
| 7    | Larisa Spielberg / Craig Joeright        | États-Unis         | 136.54 | 7               | 50.82           | 7               | 85.72           |
| 8    | Kathryn Orscher / Garrett Lucash         | États-Unis         | 130.16 | 8               | 46.44           | 8               | 83.72           |
| 9    | Veronika Havlíčková / Karel Štefl        | République tchèque | 123.16 | 10              | 40.12           | 9               | 83.04           |
| 10   | Marylin Pla / Yannick Bonheur            | France             | 120.74 | 9               | 41.64           | 10              | 79.10           |

### Danse sur glace
| Rang | Nom                                     | Pays       | Points | Danse imposée | Danse imposée | Danse originale | Danse originale | Danse libre | Danse libre |
| ---- | --------------------------------------- | ---------- | ------ | ------------- | ------------- | --------------- | --------------- | ----------- | ----------- |
| 1    | Tanith Belbin / Benjamin Agosto         | États-Unis | 212.08 | 2             | 40.02         | 2               | 61.27           | 1           | 110.79      |
| 2    | Olena Hrushyna / Ruslan Honcharov       | Ukraine    | 197.66 | 1             | 40.53         | 3               | 56.57           | 2           | 100.56      |
| 3    | Isabelle Delobel / Olivier Schoenfelder | France     | 197.59 | 3             | 37.15         | 1               | 61.67           | 3           | 98.77       |
| 4    | Federica Faiella / Massimo Scali        | Italie     | 178.78 | 4             | 34.38         | 4               | 51.96           | 5           | 92.44       |
| 5    | Melissa Gregory / Denis Petukhov        | États-Unis | 177.48 | 5             | 32.99         | 5               | 51.75           | 4           | 92.74       |
| 6    | Christie Moxley / Alexander Kirsanov    | États-Unis | 152.26 | 6             | 31.12         | 7               | 42.95           | 6           | 78.19       |
| 7    | Natalia Gudina / Alexei Beletski        | Israël     | 148.50 | 7             | 29.68         | 6               | 43.66           | 7           | 75.16       |
| 8    | Julia Golovina / Oleg Voiko             | Ukraine    | 131.76 | 8             | 27.88         | 8               | 41.15           | 9           | 62.73       |
| 9    | Melissa Piperno / Liam Dougherty        | Canada     | 127.88 | 9             | 25.05         | 9               | 34.50           | 8           | 68.33       |
| 10   | Yu Xiaoyang / Wang Chen                 | Chine      | 117.79 | 10            | 23.96         | 10              | 32.47           | 10          | 61.36       |

## Sources
- Résultats du Skate America 2003 sur le site de l'ISU
- Patinage Magazine N°90 (Hiver 2003/2004)